# 'O surdato 'nnammurato (album)
'O surdato 'nnammurato è il quarto album del cantante italiano Massimo Ranieri, il suo primo disco dal vivo, pubblicato nel 1972.

## Descrizione
Registrato il 23 gennaio 1972 al Teatro Sistina di Roma nel corso dello spettacolo Musica sì 2, il disco racchiude una serie di interpretazioni di brani della tradizione napoletana.
Della produzione del disco si occupò il Maestro Enrico Polito, che curò anche gli arrangiamenti e diresse l'orchestra; la chitarra solista venne suonata dal Maestro Totò Savio (ch'è anche l'unico musicista citato sul retro della copertina).
La registrazione è stata effettuata dallo studio International Recording; il tecnico del suono è Giorgio Agazzi e gli assistenti sono il discografico Gianni Daldello e Mauro Chiari (ex componente delle Pecore Nere).
L'unica canzone che Ranieri aveva già inciso è 'O sole mio, nel suo album d'esordio Massimo Ranieri; dal disco fu tratto il 45 giri 'O surdato 'nnammurato/Lacreme napulitane.
In copertina vi è una fotografia di Massimo Ranieri con una divisa militare della prima guerra mondiale, tratta dal film La sciantosa di Alfredo Giannetti, in cui Ranieri aveva recitato insieme ad Anna Magnani: proprio in questa pellicola, in una scena celeberrima, la Magnani aveva cantato una sua versione di 'O surdato 'nnammurato, canzone che Ranieri interpreta in quest'album, a cui dà il titolo.
La copertina del disco è apribile, ed all'interno riporta i testi di tutte le canzoni ed una dedica del cantante al padre, con un ringraziamento per avergli fatto conoscere la tradizione musicale partenopea. I testi riportati all'interno della copertina differiscono in molti punti dai testi effettivamente cantati dall'artista, in particolare delle canzoni 'O zampugnaro 'nnammurato e 'O sole mio Massimo Ranieri non canta completamente una strofa, forse per dimenticanza o forse perché tagliate in fase di post produzione audio.

## Tracce
Lato A
1. 'O zampugnaro 'nnammurato – 4:31 (Michele Testa; edizioni musicali Bideri)
2. Chiove – 3:29 (testo: Libero Bovio – musica: Evemero Nardella; edizioni musicali La Canzonetta)
3. Comme facette mammeta – 3:00 (testo: Giuseppe Capaldo – musica: Salvatore Gambardella; edizioni musicali Bideri)
4. Reginella – 4:25 (testo: Libero Bovio – musica: Gaetano Lama; edizioni musicali La Canzonetta)
5. Guapparia – 4:25 (testo: Libero Bovio – musica: Rodolfo Falvo; edizioni musicali Bixio Cemsa/Grandi firme della canzone)

Durata totale: 19:50
Lato B
1. Lacreme napulitane – 5:19 (testo: Libero Bovio – musica: Francesco Buongiovanni; edizioni musicali Bideri)
2. Napule ca se ne va!... – 3:19 (testo: Ernesto Murolo – musica: Ernesto Tagliaferri; edizioni musicali Bideri)
3. Angela – 3:24 (anonimo)
4. Dduie paravise – 3:07 (testo: Ciro Parente – musica: Giovanni Ermete Gaeta; edizioni musicali Diesis)
5. 'O sole mio – 3:43 (testo: Giovanni Capurro – musica: Eduardo Di Capua e Alfredo Mazzucchi; edizioni musicali Bideri)
6. 'O surdato 'nnammurato – 4:19 (testo: Aniello Califano – musica: Enrico Cannio; edizioni musicali Bideri)

Durata totale: 23:11

## Formazione
- Massimo Ranieri - voce
- Totò Savio - chitarra solista
- Enrico Polito - archi, arrangiamenti